# Fall Out Boy's Evening Out with Your Girlfriend
Fall Out Boy's Evening Out with Your Girlfriend è il primo mini album del gruppo musicale statunitense Fall Out Boy, pubblicato nel 2003.

## Descrizione
Registrato all'inizio del 2002, mostra le dure sonorità adottate alle origini. Venne pubblicato nel 2003 dalla Uprising Records contro il volere della band. Nel 2005 la stessa Uprising, in seguito al maggior successo ottenuto dalla band con From Under the Cork Tree sotto una più importante etichetta, pubblicò un'edizione rimasterizzata dell'album senza il coinvolgimento della band stessa.
L'album fu registrato con un budget molto basso e in modo affrettato. La fotografia sulla copertina venne scattata da Adeet Deshmukh al Pick Me Up Café di Chicago situato al 3408 N di Clark Street. La ragazza ritratta nella copertina era una cameriera della caffetteria di nome Lavinia, come riportato nel libretto dell'album.
I testi dell'intero album vennero scritti dal cantante Patrick Stump, al contrario dei successivi album dove sarà il bassista Peter Wentz a scriverne la maggior parte.  Nonostante la copertina di Evening Out mostri cinque membri, venne in realtà prodotto da quattro. L'album è anche l'unico dei Fall Out Boy senza Andrew Hurley alla batteria: i membri all'epoca erano Patrick Stump (cantante), Pete Wentz (bassista), Joe Trohman (chitarra) e Mike Pariskuwicz (batteria). Anche se non correttamente, Pariskuwicz e TJ Racine dissero di essere due musicisti di Chicago che entrarono a far parte del gruppo nei primi giorni e che ne uscirono dopo la pubblicazione di Evening Out, prima che Stump si mettesse alla chitarra e Hurley entrasse a tempo pieno nel gruppo come batterista, venendo a creare l'attuale formazione. Al riguardo di ciò, Stump spiegò in seguito che TJ Racine era già fuori dal gruppo prima ancora della registrazione dell'album e che non rimase nel gruppo per così a lungo, al contrario di Pariskuwicz che contribuì effettivamente alla produzione come batterista e lasciò la band dopo la pubblicazione di Evening Out. Fu a quel punto che Andy Hurley sarebbe diventato il batterista dei Fall Out Boy, prima della registrazione del successivo album Take This To Your Grave (2003). Le parti di chitarra furono quasi interamente suonate da Joe Trohman, mentre Patrick Stump suonò solo una piccola parte in "Moving Pictures". L'intero album venne registrato in due giorni e senza il presupposto di pubblicarlo; infatti lo stesso Stump dichiarò in seguito "Non lo considero un vero album". La band non venne coinvolta nella ripubblicazione del 2005 e non ricevette i diritti d'autore su entrambe le versioni. Stump dichiarò "Furono entrambi una truffa ai nostri danni".
Le canzoni di Evening Out vennero suonate dal gruppo nelle loro prime esibizioni dal vivo davanti a piccoli gruppi di spettatori locali, prima di ricevere più attenzioni a livello mediatico. Quando la band ottenne popolarità commerciale cominciarono a non menzionare più l'esistenza dell'album, ma nonostante ciò le canzoni avrebbero continuato ad apparire sporadicamente nelle scalette dei loro concerti.
Quello stesso anno Calm Before the Storm venne in seguito nuovamente registrata con varie aggiunte di accordi, includendo cori growl del bassista Peter Wentz, per il successivo album Take This to Your Grave. Pretty in Punk è uno scherzo sul titolo del film Bella in rosa (Pretty in Pink) del regista John Hughes. Le canzoni Switchblades and Infidelity, Growing Up e Moving Pictures derivano dal loro EP split Project Rocket/Fall Out Boy.
Una parte della canzone Growing Up è cantata da William Beckett de The Academy Is... in What a Catch, Donnie, canzone dei Fall Out Boy dell'album Folie à Deux (2008). La canzone è pure inclusa come ultima traccia nella loro raccolta antologica del 2009, Believers Never Die – Greatest Hits.

## Accoglienza
L'album di debutto dei Fall Out Boy non ebbe alcuna attenzione mediatica e non raggiunse alcuna classifica, inoltre non ne fu mai estratto alcun singolo. Sia l'edizione originale che rimasterizzata dell'album non vengono menzionate sul sito ufficiale dei Fall Out Boy. Alcuni recensori, tra cui Allmusic, considerano Take This to Your Grave come il loro primo album, possibilmente a causa del fatto che Evening Out with Your Girlfriend sia un mini-LP e non un album vero e proprio, o per ragioni sconosciute. Inoltre, nel libretto dell'album Believers Never Die - Greatest Hits, la band inizia col making of di Take This to Your Grave, omettendo completamente Evening Out with Your Girlfriend. Tuttavia, la traccia "Growing Up" è inclusa come bonus track e ultima canzone nelle Greatest Hits.

## Tracce
Testi e musiche di Patrick Stump e Fall Out Boy.
1. Honorable Mention – 3:25
2. Calm Before the Storm – 4:41
3. Switchblades and Infidelity – 3:14
4. Pretty in Punk – 3:35
5. Growing Up – 2:48
6. The World's Not Waiting (For Five Tired Boys in a Broken Down Van) – 2:38
7. Short, Fast and Loud – 2:18
8. Moving Pictures – 3:28
9. Parker Lewis Can't Lose (But I'm Gonna Give it My Best Shot) – 3:18

## Formazione
- Patrick Stump – voce
- Joe Trohman –chitarra, cori
- Peter Wentz – basso, cori
- Mike Pareskuwicz – batteria